# Arachnophaga proximus
Arachnophaga proximus is een vliesvleugelig insect uit de familie Eupelmidae. De wetenschappelijke naam is voor het eerst geldig gepubliceerd in 1919 door Costa Lima.